# Telipogon cuyujensis
Telipogon cuyujensis är en orkidéart som beskrevs av Dodson. Telipogon cuyujensis ingår i släktet Telipogon och familjen orkidéer. Inga underarter finns listade i Catalogue of Life.